# Pedro Gomes
Pedro Gomes är en kommun i Brasilien.   Den ligger i delstaten Mato Grosso do Sul, i den centrala delen av landet, 700 km väster om huvudstaden Brasília. Antalet invånare är 7 967.
Omgivningarna runt Pedro Gomes är huvudsakligen savann. Runt Pedro Gomes är det mycket glesbefolkat, med 2 invånare per kvadratkilometer.